# Gromovs Satz über Betti-Zahlen
In der Mathematik ist Gromovs Satz über Betti-Zahlen ein Lehrsatz der globalen riemannschen Geometrie von Michail Leonidowitsch Gromow.

## Satz
Sei {\displaystyle M} eine {\displaystyle n}-dimensionale vollständige riemannsche Mannigfaltigkeit nichtnegativer Schnittkrümmung. Dann gilt für die Betti-Zahlen (mit Koeffizienten in einem beliebigen Körper {\displaystyle F}):
{\displaystyle \sum _{i=0}^{n}b_{i}(M;F)\leq 10^{10n^{4}}}.
(Gromovs ursprüngliche Abschätzung war doppelt-exponentiell, die obige Verbesserung geht auf Abresch zurück. Die vermutete optimale rechte Seite ist {\displaystyle 2^{n}}.)
Allgemeiner beweist Gromov, dass für eine {\displaystyle n}-dimensionale geschlossene riemannsche Mannigfaltigkeit mit Schnittkrümmung {\displaystyle K\geq -\kappa ^{2}} und Durchmesser {\displaystyle D} die Ungleichung
{\displaystyle \sum _{i=0}^{n}b_{i}(M;F)\leq C^{1+\kappa D}}
für eine Konstante {\displaystyle C} gilt.